# Lejeunea guilleminiana
Lejeunea guilleminiana là một loài Rêu trong họ Lejeuneaceae. Loài này được (Nees & Mont.) Spruce mô tả khoa học đầu tiên năm 1884.